# Marie Schulz
Marie Schulz (* 16. September 1882 in Bunzlau; † 19. Januar 1935 in Hindelang im Allgäu) war eine deutsche Politikerin (DDP), Historikerin, Pädagogin, Lehrerin und Frauenrechtlerin. Sie war von 1920 bis 1928 Mitglied des Thüringer Landtages.

## Leben und Wirken
Marie Schulz wurde in Schlesien geboren. Ihre Mutter Clara Maria geborene Landsberger entstammte einer jüdischen Familie und konvertierte zum Christentum, als Marie noch ein Kind war. Ihr Vater Julius Schulz, ein Protestant, war Fabrikdirektor und im Stadtrat lokalpolitisch aktiv. Marie besuchte die städtische höhere Mädchenschule und die Breslauer Gymnasialkurse für Mädchen und legte das „externe“ Abitur ab. 1897 starb der Vater, die Mutter erkrankte schwer. Ihr Bruder Fritz übernahm die Verantwortung für die Familie und sorgte 1902 für die Umsiedlung nach Freiburg im Breisgau, um seinen Geschwistern bessere Studienbedingungen zu ermöglichen.
Schulz studierte Geschichte, Deutsch, Geographie und Latein und promovierte als eine der ersten Historikerinnen in Deutschland 1909 bei dem Freiburger Mediävisten Georg von Below. Von Below gab auch 1909 Marie Schulz’ noch heute im historiografiegeschichtlichen Kontext häufig zitierte Abhandlung über geschichtswissenschaftliche Methodik des Mittelalters heraus.
1910 legte Schulz in Karlsruhe das Staatsexamen für den Lehrerinnenberuf ab und erhielt 1912 eine feste Anstellung in Gera, wo sie zunächst als Lehrerin bis 1920 arbeitete.
Zusammen mit ihrem Bruder, dem Juristen Fritz Schulz, wurde sie 1918 Gründungsmitglied der Deutschen Demokratischen Partei (DDP). Schulz war Mitgründerin der Ortsgruppe der Partei in Gera, wurde aktive Landespolitikerin und eine der ersten weiblichen Abgeordneten in Deutschland. Sie wirkte von 1919 bis 1920 im Landtag des Volksstaates Reuß und von 1920 bis 1928 im Thüringer Landtag. Für die politische Arbeit ließ sich Schulz von ihrer Lehrerinnentätigkeit an der Zabelschule in Gera beurlauben. Das Thema Bildung, insbesondere die Mädchenbildung, blieb einer ihrer Schwerpunkte. Schulz war eine der wichtigsten DDP-Abgeordneten im Thüringer Landtag. „Ihre männlichen Kollegen erkannten die kluge, mutige und fleißige Parlamentarierin voll an, schätzten ihre Zuverlässigkeit in Gesetzesberatungen und ihre scharfe Logik. Der klaren und gewandten Rednerin schenkte das ganze Haus stets seine volle Aufmerksamkeit, zumal ihre Ausführungen oft recht schlagfertig und humorvoll waren“ schrieb Marianne Pomplitz 1935 in ihrem Nachruf in der Zeitschrift „Die Frau“.
Schulz gehörte zur „bürgerlich-gemäßigten Frauenbewegung“, deren Aktivistinnen sich nach 1918 häufig in der DDP organisierten, wie z. B. Gertrud Bäumer, die Reichstagsabgeordnete der Thüringer DDP war. Die DDP hatte im Thüringer Landtag während der Abgeordnetenzeit von Marie Schulz prozentual den höchsten Frauenanteil aller Parteien. Zur Förderung der Gleichstellung von Frauen hatte Schulz keine Berührungsprobleme mit Politikerinnen anderer Parteien, so stellte sie 1921 gemeinsam mit Emma Sachse (SPD) den Antrag auf „Zulassung der Frauen zu juristischen Berufen und Tätigkeiten“.
Auch über ihre Schwerpunkte in der Frauen- und Bildungspolitik engagierte sich Schulz, zum Beispiel gegen Antisemitismus in Thüringen: „Wir halten den Antisemitismus für eine überaus gefährliche Volkskrankheit, die sich jetzt im Gefolge des Krieges zu einer ganz besonderen Höhe und Gefährlichkeit entwickelt hat….“ Sie gehörte der „Literarischen Sachverständigenkammer“ im Thüringischen Justizministerium an, deren Mitglieder Fragen des Urheberrechts begutachteten.
Im August 1928 legte Schulz ihr Abgeordnetenmandat nieder und kehrte in den Schuldienst als Oberstudienrätin an die Zabelschule in Gera zurück. Nach der Machtübergabe 1933 durfte sie ihre bisherige Stelle an der Mädchenschule nicht mehr behalten, lehnte einen Orts- und Schulwechsel an eine gemischte Schule ab und wurde mit 51 Jahren in den vorzeitigen Ruhestand versetzt.

## Schriften (Auswahl)
- Die Form des Geschichtswerks in der Auffassung der Geschichtsschreiber des Mittelalters (VI.- XIII. Jahrhundert) und ihre Abhängigkeit von der Rhetorik, Berlin 1909. [Diss.phil. Freiburg 1909]
- Die Lehre von der historischen Methode bei den Geschichtschreibern des Mittelalters (6.-13. Jahrhundert), Abhandlungen zur Mittleren und Neueren Geschichte 13, hrsg. von v. Below, Finke und Meinecke, Berlin Leipzig 1909
- Zur Arbeitsweise Sigeberts von Gembloux im Liber de scriptoribus ecclesiasticis, in: Miscellen, Neues Archiv der Gesellschaft für ältere deutsche Geschichtskunde, 1910, S. 563–571[8]
- Briefe von K.W. Nitzsch an W. Maurenbrecher (1861–1880), Hrsg.zusammen mit Georg von Below, in: Archiv für Kulturgeschichte (AfK) 8, 1910, I: S. 305–366, II: S. 437–468
- Briefe von K. W. Nitzsch, mit Georg von Below, in: Zeitschrift der Gesellschaft für Schleswig-Holsteinische Geschichte (ZSHG) 41, 1911